# Anaspidoglanis boutchangai
Anaspidoglanis boutchangai is een straalvinnige vissensoort uit de familie van de stekelmeervallen (Claroteidae). De wetenschappelijke naam van de soort is voor het eerst geldig gepubliceerd in 1965 door Thys van den Audenaerde.